# Miss Maranhão 2016
Miss Maranhão 2016 foi a 62ª edição do mais tradicional concurso de beleza feminina do Estado que tem como intuito selecionar, dentre várias candidatas, a que possa melhor representar a cultura e beleza da mulher maranhense no certame de Miss Brasil 2016. O evento é coordenado há anos pelo fotógrafo amapaense Márcio Prado e contou com a participação de vinte e seis candidatas em busca do título que pertencia à Isadora Amorim. O concurso foi apresentado pela Miss São Luís 2014, Mayara Lívia, que atualmente faz parte da coordenação do concurso no Estado.

## Resultados

### Colocações
Como a capital do Estado não é representada no certame estadual, a candidata que fica em 2º. Lugar recebe o título simbólico de Miss São Luís. Essa prática era comum em certos concursos estaduais do nordeste, como o Miss Piauí, onde a segunda colocada recebia o título de Miss Teresina.

| Posição                 | Município e Candidata |
| Vencedora               | - Santo Amaro - Deise D'anne |
| 2º. Lugar               | - Chapadinha - Bárbara Bueno |
| 3º. Lugar               | - Imperatriz - Suzy Maciel |
| Finalistas              | - Colinas - Mariana Guimarães - Maranhãozinho - Izabel Amorim                                                                                   |
| (TOP 10) Semifinalistas | - Açailândia - Thaís Fischer - Caxias - Caroline Diniz - Olho D'Água - Tereza Bringel - Santa Helena - Lídia Costa - Santa Rita - Lara Pezzatto |
| (TOP 15) Semifinalistas | - Alcântara - Daysa Costa - Balsas - Dandara Veras - Coroatá - Esthéfane Farias - Peritoró - Hellany Campos - Viana - Rayza Facury              |

### Prêmios Especiais
- O concurso distribuiu os seguintes prêmios este ano:

| Prêmio        | Município e Candidata          |
| Miss Simpatia | - Olho D'Água - Tereza Bringel |

### Ordem dos Anúncios
| 1. Açailândia 2. Colinas 3. Santa Helena 4. Coroatá 5. Balsas 6. Imperatriz 7. Olho dágua das cunhãs 8. Santa Rita 9. Alcântara 10. Viana 11. Santo Amaro 12. Chapadinha 13. Caxias 14. Peritoró 15. Maranhãozinho | 1. Colinas 2. Santa Helena 3. Maranhãozinho 4. Santo Amaro 5. Chapadinha 6. Caxias 7. Imperatriz 8. Olho dágua das cunhãs 9. Açailândia 10. Santa Rita | 1. Imperatriz 2. Colinas 3. Chapadinha 4. Maranhãozinho 5. Santo Amaro |  |

## Candidatas
Disputaram o título este ano:
| - Açailândia - Thaís Fischer - Alcântara - Daysa Costa - Bacabal - Nathália Oliveira - Balsas - Dandara Veras - Barreirinhas - Thalita Rocchi - Carutapera - Beatriz Lima - Caxias - Caroline Diniz - Chapadinha - Bárbara Bueno - Colinas - Mariana Guimarães - Coroatá - Esthéfane Farias - Humberto de Campos - Naira Queiroz - Imperatriz - Suzy Maciel - Itapecuru-Mirim - Laysla Sampaio | - Maranhãozinho - Izabel Amorim - Miranda do Norte - Sabrina Mirelli - Olho D'água das Cunhãs - Tereza Bringel - Peritoró - Hellany Campos - Paço do Lumiar - Bruna Rabelo - Santa Helena - Lídia Costa - Santa Inês - Thariny Bezerra - Santa Rita - Lara Pezzatto - Santo Amaro - Deise D'anne - São Benedito do Rio Preto - Danyella Débret - São José de Ribamar - Mayve Araújo - Viana - Rayza Facury - Vitória do Mearim - Juliana Lopes |

## Repercusão

### Caso Miss Maranhão
Eleita no dia 28 de Junho no Teatro Arthur Azevedo, na capital maranhense, Deise D'anne, representante do município de Santo Amaro do Maranhão foi alvo de calúnias nos principais sites e portais de notícias do seu Estado. Acusada de falsificar seu Registro Geral para estar de acordo com o regulamento do concurso estadual e nacional, Deise se viu na obrigação de se pronunciar sobre as inverdades vinculadas à sua vitória no Blog do jornalista Luís Pablo. Nascida em 11 de Junho de 1990, Deise D'anne Mendes de Sousa declarou ter 26 anos de idade e estar de acordo com as normas e regras do certame nacional. Ela afirma que no ato de sua inscrição estadual, possuía ainda 25 anos de idade. Veja a declaração: 

| “ | Sr Blogueiro, Em respeito ao povo maranhense e a bem da verdade, solicito a V. Sra. com base na Constituição Federal e na lei de imprensa, direito de resposta à matéria publicada neste respeitável blog intitulada “Miss Maranhão é suspeita de fraudar documento para participar do concurso”. Sou de uma família simples, contudo de princípios e valores éticos, portanto, jamais chegaria ao cúmulo de infringir leis ou qualquer regulamento que disciplina condutas de boa convivência. Esclareço à sociedade maranhense que concorri eticamente ao título de Miss Maranhão 2016 observando às normas que regulamentam tal certame. Concorri com mais 24 candidatas aprouve ao corpo de jurados conceder-me o título. Não sei o que está por trás desta calúnia a mim imputada. Talvez seja a beleza NEGRA que esteja incomodando os meus caluniadores e detratores. Nesta oportunidade esclareço que na página 26 item C, do manual de operações e ética Miss Brasil 2016, está escrito de forma cristalina que poderiam concorrer candidatas com idade mínima de 18 e máxima de 26 anos completos até o dia 01/02/2016. Conforme cópia da minha certidão de nascimento, anexa, completei 26 anos no dia 11/06, e quando efetuei minha inscrição tinha apenas 25 anos. Portanto, dentro do padrão exigido pelo regulamento, o qual está publicado no site: missbrasil.beemotion.com.br. Esclareço, outrossim, que acionarei os meus detratores e caluniadores, na esfera criminal e cível. | ” |

Ainda sobre o episódio, a coordenação do concurso Miss Maranhão, comandada pelo empresário amapaense Márcio Prado, deu a seguinte nota: 
| “ | A coordenação do concurso Miss Maranhão, repudia veementemente as notícias caluniosas sobre a Miss Maranhão 2016, Deise D'anne Mendes de Sousa de que a mesma haveria falsificado documentação para poder participar do certame. Na qualidade de coordenador do evento, informo ao povo do Maranhão que a nossa bela "NEGRA" não fraudou qualquer documento, estando devidamente qualificada para representar o nosso estado no Concurso Miss Brasil que ora se avizinha. Para finalizar, informarmos que todos os envolvidos nessa frustrada empreitada, responderão por calúnia, difamação e danos morais, no foro apropriado. Márcio Prado Coordenador Miss Maranhão | ” |

## Outros dados
| Açailândia Thaís Fischer tem 1.78m de altura com 20 anos. A bela é estudante de vestibular para fisioterapia. Alcântara Daysa Costa tem 1.68m de altura com 24 anos. É cantora e escrevente notarial. Bacabal Nathália Oliveira tem 1.72m de altura com 22 anos. É acadêmica de arquitetura e urbanismo da Uniceuma. Balsas Dandara Veras tem 1.70m de altura com 19 anos. É acadêmica do curso de fisioterapia da Pitágoras. Barreirinhas Thalita Rocchi tem 1.72m de altura com 18 anos. Italiana de Módena, fala italiano e inglês fluentemente. Carutapera Beatriz Lima tem 1.78m de altura com 18 anos. Pretende graduar-se em Medicina. Caxias Ane Caroline Diniz tem 1.76m de altura com 19 anos. É acadêmica de Enfermagem e tem inglês básico. Chapadinha Bárbara Bueno tem 1.73m de altura com 22 anos. É arquiteta formada pela UEMA. Colinas Mariana Guimarães tem 1.75m de altura com 18 anos. É acadêmica do curso de Serviço Social. | Coroatá Esthéfane Farias tem 1.68m de altura com 21 anos. É acadêmica do curso de Direito. Humberto de Campos Naira Queiroz tem 1.72m de altura com 18 anos. Possui inglês básico e pretende cursar engenharia civil. Imperatriz Suzy Maciel tem 1.76m de altura com 22 anos. É acadêmica do décimo período do curso de Direito. Itapecuru-Mirim Laysla Sampaio tem 1.76m de altura com 22 anos. É acadêmica do curso de Gastronomia da UNICEUMA. Maranhãozinho Izabel Amorim tem 1.74m de altura com 20 anos. É acadêmica do curso de pedagogia. Miranda do Norte Sabrina Mirelli tem 1.77m de altura com 21 anos. É aluna do curso técnico de Enfermagem. Olho d'Água da Cunhãs Tereza Bringel tem 1.73m de altura com 19 anos. É estudante de odontologia da UNICEUMA. Paço do Lumiar Bruna Rabelo tem 1.68m de altura com 18 anos. Pré universitária e pretende graduar-se em medicina. Peritoró Hellany Campos tem 1.73m de altura com 18 anos. Estuda para ser uma futura administradora. | Santa Helena Lydia Costa tem 1.75m de altura com 22 anos. Cursa direito e pratica equitação. Santa Inês Thariny Bezerra tem 1.70m de altura com 23 anos. É bacharel em Direito, tem inglês básico. Santa Rita Lara Pezzatto tem 1.74m de altura com 20 anos. É estudante universitária de engenharia civil. Santo Amaro Deise D'anne tem 1.75m de altura com 26 anos. É modelo e acadêmica do curso de Educação Física São José de Ribamar Mayve Araújo tem 1.68m de altura com 18 anos. É modelo e pré-universitária. São Benedito do Rio Preto Danyella Débret tem 1.68m de altura com 18 anos. É estudante. Viana Rayza Facury tem 1.75m de altura com 20 anos. É acadêmica do curso de Direito da UNDB. Vitória do Mearim Juliana Lopes tem 1.73m de altura com 19 anos. É estudante de Nutrição e fala Espanhol fluentemente. |

## Histórico

### Desistência
- Esperantinópolis - Marcella Oliveira